# Jacques Bianco
Pour les articles homonymes, voir Bianco.
Jacques Bianco, né le 27 juin 1928 à Nice et mort le 20 février 2011 à Montayral (Lot-et-Garonne), est un coureur cycliste français, professionnel de 1957 à 1961. Son frère aîné Jo a également été coureur cycliste chez les indépendants.

## Palmarès
- 1950
  - 2e de La Rochelle-Angoulême
- 1951
  - 2e du championnat de France des indépendants
- 1952
  -  Champion de France des indépendants
  - 2e du Critérium du Quercy
- 1953
  - 2e étape du Critérium du Quercy
  - 3e du Critérium du Quercy
  - 3e du Circuit des cols pyrénéens
- 1954
  - 3e, 5e et 6e étapes du Tour de Tunisie
  - 2e du Tour de Tunisie
- 1955
  - Grand Prix de Monpazier
  - 2e du Tour du Lot-et-Garonne
  - 2e de Bordeaux-Eymet
- 1956
  - 2e étape de la Route d'Uzès
  - 2e du Circuit de la Chalosse
  - 3e de La Rochelle-Angoulême
- 1957
  - Tour de Champagne :
    - Classement général
    - 1reb et 2e étapes

  - Poitiers-Saumur-Poitiers
  - 2e de Bordeaux-Saintes
- 1958
  - 3e étape du Tour de Champagne

### Résultats sur les grands tours

#### Tour de France
1 participation
- 1957 : abandon (10e étape)